# Берцеш, Эдит
Эдит Бе́рцеш (венг. Bérces Edit; род. 16 мая 1964, Залаэгерсег) — венгерская бегунья на сверхмарафонские дистанции, рекордсменка мира, экс-чемпионка мира и Европы.

## Биография
Самая успешная бегунья на сверхмарафонские дистанции Венгрии, она начинала свою спортивную карьеру как триатлонистка. Эдит Берцеш установила несколько мировых рекордов и держит практически все венгерские рекорды на дистанциях от 100 километров до 6-суточного бега.
К её высшим достижениям можно отнести победы на чемпионатах мира и Европы 2000 года на 100 км и победы на чемпионатах мира 2001 и Европы 2002 года в суточном беге. Она также дважды выигрывала главный сверхмарафон Венгрии, пятидневный Вена-Братислава-Будапешт.
В 2002 году, всего через две недели после победы на европейском чемпионате в 24-часовом беге, она установила мировой рекорд в 24-часовом беге по стадиону (мировой рекорд на 100 миль по ходу). Основываясь на этих достижениях, журнал Ultramarathon World провозгласил её лучшей бегуньей на сверхмарафонские дистанции 2002 года.
В 2004 году Берцеш установила 24-часовой мировой рекорд на тредмиле и мировой рекорд на 100 миль по ходу бега. Рекорд на 24 часа в то время был лучше мужского мирового рекорда.

## Мировые рекорды
| Дистанция | Покрытие | Результат  | Место    | Дата                |
| --------- | -------- | ---------- | -------- | ------------------- |
| 100 миль  | стадион  | 14:25.45   | Верона   | 21—22 сентября 2002 |
| 100 миль  | тредмилл | 14:15.08   | Будапешт | 8—9 марта 2004      |
| 24 часа   | стадион  | 250,106 км | Верона   | 21—22 сентября 2002 |
| 24 часа   | тредмилл | 247,2 км   | Будапешт | 8—9 марта 2004      |

## Личные рекорды
| Дистанция | Покрытие | Результат   | Место      | Дата |
| --------- | -------- | ----------- | ---------- | ---- |
| 100 км    | шоссе    | 7:25.21     | Винсхотен  | 2000 |
| 100 км    | стадион  | 8:03.52     | Кампороссо | 2002 |
| 12 часов  | шоссе    | 135,344 км  | Гравиньи   | 2002 |
| 12 часов  | стадион  | 135,057 км  | Верона     | 2002 |
| 100 миль  | стадион  | 14:25.45    | Верона     | 2002 |
| 100 миль  | шоссе    | 14:56.09    | Кёльн      | 2001 |
| 24 часа   | шоссе    | 237,6454 км | Вёршах     | 2003 |
| 24 часа   | стадион  | 250,106 км  | Верона     | 2002 |
| 48 часов  | стадион  | 369,7493 км | Сюржер     | 2003 |